# 大阪国税局
大阪国税局（おおさかこくぜいきょく）は、大阪府大阪市中央区にある国税庁の地方支分部局で、滋賀県、京都府、大阪府、兵庫県、奈良県、和歌山県の近畿地方2府4県を管轄している。

## 組織
- 局長
  - 総務部
    - 総務課、人事第一課、人事第二課、会計課、企画課、厚生課、事務管理課、税務相談室、国税広報広聴室、情報処理第一部門、情報処理第二部門、税理士監理官、人事調査官、営繕監理官

  - 課税第一部
    - 課税総括課、審理課、審理官、個人課税課、資産課税課、機動課、資料調査第一課〜資料調査第三課、国税訟務官室、資産評価官、統括国税実査官

  - 課税第二部
    - 法人課税課、消費税課、資料調査第一課、資料調査第二課、酒税課、鑑定官室、統括国税実査官、調査第一部門（間接諸税）、調査第二部門（間接諸税）、調査部門（酒税）、酒類業調整官

  - 徴収部
    - 管理運営課、徴収課、機動課、特別整理総括第一課、特別整理総括第二課、国税訟務官室、納税管理者、特別国税徴収官、特別整理第一部門〜特別整理第六部門

  - 調査第一部
    - 調査管理課、広域情報管理課、調査総括課、調査審理課、国際調査課、国際情報第一課、国際情報第二課、調査開発課、特別国税調査官

  - 調査第二部
    - 調査総括課、調査第一部門〜調査第三部門、調査第十一部門〜調査第二十七部門

  - 査察部
    - 査察管理課、査察総括第一課、査察総括第二課、査察広域課、資料情報課、査察開発課、査察国際課、特別国税査察官、査察第一部門〜査察第十六部門
- 税務署（83署）

### 歴代大阪国税局長
大阪国税局長は税務大学校長、東京国税局長とともに政令で規定される指定職3号の役職である。財務省大臣官房総括審議官、財務省外局である国税庁次長と同様である。
| 氏名      | 出身校        | 在任期間    | 前職                             | 後職                            |
| --------- | ------------- | ----------- | -------------------------------- | ------------------------------- |
| 橋本 元秀 | 京都大学 経   | 2017年7月 - | 関東信越国税局長                 | 国土交通省政策統括官            |
| 榎本 直樹 | 東京大学 法   | 2018年7月 - | 福岡国税局長                     | 東京税関長 税関研修所東京支所長 |
| 小原 昇   | 京都大学 法   | 2020年7月 - | 名古屋国税局長                   | 国土交通省政策統括官            |
| 吉井 浩   | 東京大学 法   | 2021年7月 - | 名古屋国税局長                   | 国土交通省政策統括官            |
| 後藤 健二 | 東京大学 法   | 2022年6月 - | 日本政策金融公庫取締役           | 造幣局理事長                    |
| 堀内斉    | 東京大学 法   | 2023年4月 - | 厚生労働省大臣官房審議官         | 大臣官房付                      |
| 木村秀美  | 東京大学 教養 | 2024年7月 - | 関東信越国税局長                 | 財務総合政策研究所長            |
| 彦谷直克  | 東京大学 法   | 2025年7月 - | 内閣官房国家安全保障局内閣審議官 |                                 |

#### 歴代大阪国税局総務部長
| 氏名      | 在任期間    | 前職                                                             | 後職                       |
| --------- | ----------- | ---------------------------------------------------------------- | -------------------------- |
| 猪野 茂   | 2016年7月 - | 国税庁長官官房広報広聴官                                         | 国税庁課税課個人課税課長   |
| 初谷 武志 | 2018年7月 - | 国税庁長官官房総務課広報広聴室長                                 | 国税庁課税部課税総括課長   |
| 上良 睦彦 | 2019年7月 - | 国税庁長官官房参事官                                             | 国税庁徴収部徴収課長       |
| 山崎 博之 | 2020年7月 - | 国税庁長官官房総務課広報広聴室長 兼 長官官房企画官               | 国税庁課税部個人課税課長   |
| 児島 範昭 | 2021年7月 - | 福岡国税局総務部長 兼 福岡国税局長心得 兼 税務大学校福岡研修所長 | 国税庁長官官房広報広聴室長 |
| 秦 幹雄   | 2022年7月 - | 広島国税局総務部長兼広島国税局長心得                             |                            |

#### 職員
主要幹部ポストは財務省キャリア（現在の国家公務員採用総合職試験による財務省採用者）、国税庁キャリア（現在の国家公務員採用総合職試験による国税庁採用者）が占める。他の国税局と同様、人事交流として、職員を選抜して主に東京へ出向させている。具体的には、財務省大臣官房等、財務省の外局である国税庁長官官房等、税務大学校、審判所、国税庁の地方支分部局（とくに、東京国税局）などとなる。税務職員採用試験は高等学校学習指導要領においてあらかじめ簿記会計学を修得している商業高等学校卒業者等を採用している。国税専門官採用実績大学としては、国立大学は旧帝国大学等、私立大学は早慶等（大蔵国税三田会等）となっている。租税教育については商業高等学校生徒等を対象に租税教室や職場体験（インターンシップ）を行っている。

## 管内税務署

### 滋賀県
- 大津税務署（大津市）
- 彦根税務署（彦根市）
- 長浜税務署（長浜市）
- 近江八幡税務署（近江八幡市）
- 草津税務署（草津市）
- 水口税務署（甲賀市）
- 今津税務署 （高島市）

### 京都府
- 上京税務署（京都市上京区）
- 左京税務署（京都市左京区）
- 中京税務署（京都市中京区）
- 東山税務署（京都市東山区）
- 下京税務署（京都市下京区）
- 右京税務署（京都市右京区）
- 伏見税務署（京都市伏見区）

- 福知山税務署（福知山市）
- 舞鶴税務署（舞鶴市）
- 宇治税務署（宇治市）
- 宮津税務署（宮津市）
- 園部税務署（南丹市）
- 峰山税務署 （京丹後市）

### 大阪府
- 大阪福島税務署（大阪市福島区）
- 西税務署（大阪市西区）
- 港税務署（大阪市港区）
- 天王寺税務署（大阪市天王寺区）
- 浪速税務署（大阪市浪速区）
- 西淀川税務署（大阪市西淀川区）
- 東成税務署（大阪市東成区）
- 生野税務署（大阪市生野区）
- 旭税務署（大阪市旭区）
- 城東税務署（大阪市城東区）

- 阿倍野税務署（大阪市阿倍野区）
- 住吉税務署（大阪市住吉区）
- 東住吉税務署（大阪市平野区）
- 西成税務署（大阪市西成区）
- 東淀川税務署（大阪市淀川区）
- 北税務署（大阪市北区）
- 大淀税務署（大阪市北区）
- 東税務署（大阪市中央区）
- 南税務署（大阪市中央区）
- 堺税務署（堺市堺区）

- 岸和田税務署（岸和田市）
- 豊能税務署（池田市）
- 吹田税務署（吹田市）
- 泉大津税務署（泉大津市）
- 枚方税務署（枚方市）
- 茨木税務署（茨木市）
- 八尾税務署（八尾市）
- 泉佐野税務署（泉佐野市）
- 富田林税務署（富田林市）
- 門真税務署（門真市）
- 東大阪税務署（東大阪市）

### 兵庫県
- 灘税務署（神戸市灘区）
- 兵庫税務署（神戸市兵庫区）
- 長田税務署（神戸市長田区）
- 須磨税務署（神戸市須磨区）
- 神戸税務署（神戸市中央区）
- 姫路税務署（姫路市）
- 尼崎税務署（尼崎市）

- 明石税務署（明石市）
- 西宮税務署（西宮市）
- 洲本税務署（洲本市）
- 芦屋税務署（芦屋市）
- 伊丹税務署（伊丹市）
- 相生税務署（相生市）
- 豊岡税務署（豊岡市）

- 加古川税務署（加古川市）
- 龍野税務署（たつの市）
- 西脇税務署（西脇市）
- 三木税務署（三木市）
- 社税務署（加東市）
- 和田山税務署（朝来市）
- 柏原税務署 （丹波市）

### 奈良県
- 奈良税務署（奈良市）
- 葛城税務署（大和高田市）
- 桜井税務署（桜井市）
- 吉野税務署 （吉野郡吉野町）

### 和歌山県
- 和歌山税務署（和歌山市）
- 海南税務署（海南市）
- 御坊税務署（御坊市）
- 田辺税務署（田辺市）
- 新宮税務署（新宮市）
- 粉河税務署（紀の川市）
- 湯浅税務署 （有田郡湯浅町）

## 七項目の確認事項
部落解放同盟中央本部ならびに部落解放大阪府企業連合会との間に、「七項目の確認事項」と呼ばれる税制上の優遇措置などを定めた取り決めを交わしている。この取り決めにより、同和対策事業に関わる事業者への優遇措置が講じられ、同和利権の温床ではないかとの批判がある。

## 不祥事
同局では、職務に関連した不祥事が時折発生している。以下では、マスコミなどで大きく報道された不祥事を紹介する。
- 同国税局の職員ら30数名が、大阪・北新地の高級クラブで、通常よりも割安な飲食代で飲食を繰り返していたことが、2007年6月7日に発覚した[4]。通常料金だと3万円は必要なところを、5,000～1万円程度で飲食していたという。同国税局は、税務調査の情報を事前に漏らすなどの不正行為は無かったとしているものの、クラブ側からの事実上の接待と判断し、国家公務員倫理法に基づき、同国税局課税第一部実査官の44歳の男性職員を停職3ヵ月に、他の34人の職員も、回数や役職により4人が減給、8人が戒告の懲戒処分となった。また、実査官の上司らも、訓告などの処分にした[5][6]。

- 2006年7月から2007年7月頃にかけ、同国税局の職員十数人が、税務調査先の関係者から現金を受け取ったり、OBの税理士から飲食の提供を受けるなどしていたことが、2008年11月に発覚。同国税局は、いずれも職務上の便宜供与は確認されなかったものの、国家公務員倫理法に違反するとして、奈良県内の税務署の上席国税調査官（49歳）を懲戒免職にするなど計12人を懲戒処分に[7]。

- 同国税局管内の大阪府内の税務署の42歳の上席国税調査官の男性が、兼業の許可を得ないままマンション約60部屋を賃貸し、多額の家賃収入を得ていたとして、国家公務員法違反だとして減給10分の2の処分となった。この男性調査官は、ダミー会社を設立したり、税務調査を避けるためにこのダミー会社を札幌市へ移転したりして、税金逃れをしていたことも発覚している[8]。

- 同国税局管内の京都府内の税務署の58歳の男性上席国税調査官が、奈良県内の税務署に勤務していた2009年8月から2010年7月にかけて、納税者が提出した相続税の申告書について、提出日を遅らせるなどの偽造を行ったとして、2011年7月に懲戒免職処分となった。この調査官は、他にも、自らが会計を担当していた大阪府内の地元自治会の会費も流用していた。事務処理の遅れを上司から叱責されることを恐れていた模様[9]。

- 同国税局は、川崎汽船に対し2009年までに約64億円の申告漏れがあったと指摘し、重加算税を含む約19億円を追徴課税したが、同社側はこれを不服として、大阪国税不服審判所に審査請求した。同審査所は2011年12月に同社の主張を認め、意図的な所得隠しとされた約16億円分について課税取り消しとした。さらに同審査所は、同国税局が「国税局の主張に沿う内容の確認書に、威圧的に押印するよう迫った」、「国税職員が作成した文案のまま署名するよう誘導された」とする同社の主張を認めた[10][11]。

- 同国税局管内の税務署に勤務する47歳の男性統括国税調査官が、2012年2月から3月にかけ、管内の法人19社の青色申告取消の決算文書などの内部書類約100枚を紛失した上、税務署内のシステムを使って、上司の許可なく勝手に取り消しを行った。また、紛失を隠蔽するため、何者かが荒らしたように見せ掛ける工作も行っていたことも判明。同国税局は2013年5月17日にこの調査官に対し、減給10分の1の処分とした上、上席国税調査官へ降格した[12]。

- 同国税局の上席国税調査官が、2011年7月に、同国税局OBの男性税理士から現金120万円を受け取り、その見返りとして税理士が顧客となっていたホストクラブの運営会社に対し国税局が作成した国税調査資料を漏洩したとして、加重収賄罪や国家公務員法違反（守秘義務違反）で懲役2年・追徴金120万円の有罪判決が言い渡された（ナイスアシスト事件）。また、当該の税理士についても、贈賄罪や脱税罪や貸金業法違反（無登録営業）などで起訴され、懲役6年・罰金7000万円の有罪判決を言い渡された[13]。また、当該の税理士の求めに応じ、虚偽の調査報告書を作成したとして、同国税局は2015年10月2日に男性職員を減給10分の1の処分とした上、担当の調査官も訓告処分とし、大阪地方検察庁に書類送検した[14]。

- 2013年12月までに、同国税局岸和田税務署の男性上席調査官が、税務調査に手心を加えた見返りに多額の現金を受け取ったり、非税理士でありながら個人や法人向けの確定申告書を作成し、その見返りに現金を受け取ったり、知人の税理士（国税OBではない）から飲食を伴う接待を受けたりしていたことが明らかになった。同国税局は2014年6月6日にこの調査官を懲戒免職処分とした[15]。

- 2014年9月までに、同国税局中京税務署（京都市中京区）の統括国税調査官を務めていた男性職員（その後草津税務署勤務を経て、総務部税務相談室に異動）が、中京税務署時代に同国税局OBの税理士に税務調査に関する情報を漏洩しタクシーチケット計約12万7,000円に亘る利益供与を受けていたことが明らかになり、同国税局はこの職員を停職処分とした上、国税通則法上の守秘義務違反容疑で京都地方検察庁に書類送検（当該職員は9月14日付で依願退職）[16]。
- 2018年12月9日、大阪国税局伏見税務署の職員が在日本朝鮮人総連合会（朝鮮総連）の傘下団体幹部に税務調査の情報を漏洩し、国家公務員法（守秘義務）違反容疑で京都府警に逮捕された。[17]

- 同国税局奈良税務署の副署長の男性が、2022年9月に奈良市内で開かれた民間団体との懇親会で、酒に酔った勢いで隣席の団体の女性役員に絡んだ上、「殺すぞ」「あほとちがうか」などの暴言を浴びせたほか、女性の背中や肩を複数回平手で叩いたりした。女性が同国税局に報告し、同国税局はこの副署長を異動の上、3ヵ月間の減給処分とした[18]。2023年1月に奈良県警は元副署長を傷害と脅迫の容疑で書類送検した[19]。3月15日付で奈良区検は元副署長を略式起訴した[20]。